# Corvomeyenia epilithosa
Corvomeyenia epilithosa är en svampdjursart som beskrevs av Volkmer-Ribeiro, Rosa-Barbosa och Machado 2005. Corvomeyenia epilithosa ingår i släktet Corvomeyenia och familjen Metaniidae. Inga underarter finns listade i Catalogue of Life.